# Ludwig IV. von Hanstein
Ludwig IV. von Hanstein (* um 1460 im Eichsfeld, vermutlich nahe der Stammburg Hanstein; † Juli 1516 in Helmarshausen oder Hersfeld) war ein deutscher Abt.
Ludwig stammte aus dem Adelsgeschlecht Hanstein, einem mainzisch-thüringischen Adelsgeschlecht. Um 1480 wurde er Mönch und vor Mai 1514 Abt des Klosters Helmarshausen. 
Auf Betreiben der hessischen Landgräfin Anna, die damals Vormund des minderjährigen Landgrafen Philipp I. war, wurde er 1514 vom Hersfelder Konvent zunächst zum Verweser der Reichsabtei Hersfeld gewählt, die 1513 von Papst und Kaiser in die Abtei Fulda inkorporiert worden war. Am 15. September 1515 wurde er in Hersfeld zum Gegenabt des Fuldaer Abts Hartmann II. gewählt, der nach dem Amtsverzicht des Hersfelder Abts Volpert Riedesel zu Bellersheim 1513 auch die Abtei Hersfeld übernommen hatte. Am 29. September 1515 entkam er einem Hauptmann mit 40 Berittenen, die ihn beseitigen wollten. Am 30. März 1516 verzichtete Abt Hartmann II. auf Druck der Landgrafschaft und der Stadt Hersfeld auf die Abtei Hersfeld. Ludwig IV. starb bereits im Juli 1516, bevor er durch Papst und Kaiser bestätigt bzw. belehnt werden konnte.